# Võ Quý Huân
Võ Quý Huân (7 tháng 11 năm 1912 – 1967) là một kỹ sư người Việt Nam, người được coi là một chuyên gia hàng đầu trong ngành đúc luyện kim và công nghiệp Việt Nam, cha đẻ của lò cao Việt Nam trong thời kháng chiến.

## Sự nghiệp
Võ Quý Huân quê gốc ở xóm Yên Thành,xã Thanh Tùng, huyện Thanh Chương, tỉnh Nghệ An nhưng Võ Quý Huân chào đời năm 1912 tại Đà Nẵng (có nguồn khác cho rằng ông sinh năm 1915 tại quê hương). Năm 1935, ông tham gia phong trào đấu tranh yêu nước. Năm 1936, ông cùng Nguyễn Đức Minh thành lập báo Đông Dương hoạt động (L'activité Indochinoise), nhưng bị đình bản ba tháng sau số đầu tiên do có nội dung tiến bộ chống Pháp. Giữa năm 1937, ông sang Pháp học tập, có ba bằng kỹ sư: cơ điện, đúc - luyện kim và kỹ nghệ chuyên nghiệp. Ở Pháp, ông trở thành đảng viên Đảng Cộng sản Pháp năm 1939.
Khi chủ tịch Hồ Chí Minh sang Pháp năm 1946, Võ Quý Huân là một trong bốn trí thức được ông đưa về nước (cùng với Trần Hữu Tước, Trần Đại Nghĩa, Võ Đình Quỳnh), do là một nhà chuyên môn được đào tạo cơ bản thuộc các ngành luyện kim và cơ khí. Theo Dương Trung Quốc, trong bốn người trí thức đó, Võ Quý Huân khó khăn nhất vì ông đã có gia đình. Cuối cùng, ông đã bỏ lại gia đình nhỏ ở Paris để trở về Việt Nam.
Khi về nước, Võ Quý Huân được bổ nhiệm làm Giám đốc Sở Khoáng chất kỹ nghệ Trung bộ. Ông là người nghiên cứu sản xuất những mẻ thép đầu tiên phục vụ kháng chiến và đặt nền móng cho sự nghiệp đào tạo ngành đúc - luyện kim. Ông đã cùng nhóm nghiên cứu luyện thành công hợp kim ferô silic. Ông là hiệu trưởng đầu tiên của trường dạy nghề công nhân kỹ thuật 1, tiền thân của Trường Đại học Công nghiệp Hà Nội sau này.
Võ Quý Huân mất tháng 9 năm 1967 vì ung thư.

## Cuộc sống riêng
Lúc ở Pháp, Võ Quý Huân có vợ người Pháp gốc Nga tên Irène cùng con gái Võ Quý Việt Nga (sinh 1945). Khi trở về Việt Nam, ông không còn điều kiện để quay lại Pháp hoặc đón vợ con về Việt Nam. Ông lập gia đình với người vợ thứ hai Tạ Kim Khanh và có bốn người con, ba trai một gái: Võ Quý Gang Anh Hào (sinh 1948), Võ Quý Thép Hăng Hái (sinh 1951), Võ Quý Hòa Bình (sinh 1953) và Võ Quý Quốc Hưng (sinh 1955).
Năm 1954, ông đã âm thầm viết thư nối lại quan hệ với bà Irenè và con gái Việt Nga. Việt Nga lúc này đã lập gia đình và sinh được một cậu con trai đầu lòng. Bà Irenè đã hồi âm và gửi kèm tấm ảnh đứa cháu ngoại của ông bà. Những ngày cuối đời, ông căn dặn các con phải cố tìm gặp cho được hai mẹ con Việt Nga. Năm 1975, khi lục tìm những tư liệu cũ, chị Võ Quý Hòa Bình phát hiện một lá thư ghi địa chỉ bà Vo Qui Irenè. Võ Quý Hòa Bình nhờ thầy giáo dạy tiếng Pháp viết hộ bức thư gửi kèm những bức ảnh về Việt Nga (để làm tin) mà cha bà còn giữ được, cùng các bức ảnh anh em bà ở Việt Nam. Việt Nga có hồi âm, nhưng giữ một thái độ khá xa cách: "Với chị, hai từ Việt Nam gợi lên nỗi đau mất cha. Chị không dễ vượt qua nỗi đau của quá khứ để có thể gặp mặt các em". Đến tháng 10/2007, họ đã nhận lại nhau sau ba lần gặp không thành công do bà Việt Nga đều khước từ việc gặp gỡ.

## Vinh danh
Tên của Võ Quý Huân đã được đặt cho một phố ở phường Minh Khai, quận Bắc Từ Liêm, Hà Nội vào năm 2011. Cũng trong năm này, ông được truy tặng Huân chương Độc lập hạng nhất.